# Titiribí
Titiribí es un municipio de la República de Colombia, localizado en la subregión suroeste del departamento de Antioquia. Limita por el norte con los municipios de Armenia y Angelópolis, por el este con los municipios de Angelópolis y Amagá, por el sur con el municipio de Venecia, y por el oeste con el municipio de Concordia.

## Historia
Fue fundado el 17 de abril de 1775 por el señor Benito del Río, en territorios de los indios nutabes dirigidos por el Cacique Titiribí, de quien la población deriva su nombre. En otros tiempos fue importante por la minería, especialmente del oro, que atrajo a importantes familias de Medellín y del mundo. Titiribí fue uno de los mayores proveedores de oro de la Época hispánica en Colombia. Fue erigido como municipio en 1815.
Aunque el oro ya se fue, dejó una rica historia y un par de construcciones que son reflejo de sus años de esplendor.

## Geografía
El área municipal es de 142 km², con un territorio montañoso correspondiente a la cordillera Central de los Andes y regado por los ríos Cauca y Amagá. 

## División Político-Administrativa
Además de su Cabecera municipal. El municipio se encuentra dividida en Corregimientos.

### Corregimientos
Titiribí tiene bajo su jurisdicción varios centros poblados, que en conjunto con otras veredas, constituye los siguientes corregimientos:
| Corregimiento         | Centros Poblados                                    | Veredas                                                                            |
| Antonio José Restrepo | - La Meseta                                         | Corcovado, Loma del Guamo.                                                         |
| La Albania            | - La Albania - Porvenir - Puerto Escondido - Volcán | El Bosque, Los Micos, La Peña, La Sinifaná, La Albania, Pueblito de los Bolívares. |
| Otramina              | - Otramina                                          | El Balsal, Falda del Cauca, El Morro.                                              |
| Sitio Viejo           | - Sitio Viejo                                       | Caracol, El Zancudo.                                                               |

## Demografía
Población Total: 10 775 hab. (2018)
- Población Urbana: 4 591
- Población Rural: 6 184

Alfabetismo: 77,3% (2005)
- Zona urbana: 74,0%
- Zona rural: 80,9%

### Etnografía
Según las cifras presentadas por el DANE del censo 2005, la composición etnográfica del municipio es: 
- Mestizos & blancos (99,3%)
- Afrocolombianos (0,7%)

## Economía
- Agricultura: café, caña de azúcar, plátano
- Ganadería en las vertientes de los ríos
- Minería: carbón y oro.

## Deportes
- Fútbol el principal deporte que se practica es el fútbol y tiene selecciones para participar en las diferentes categorías. Su director técnico es Juan Guillermo Arboleda.

- Micro: otro de los deportes es el micro o futsal y de igual manera tiene selecciones para participar en las diferentes categorías. Su director técnico es Iván Andrés Amaya Holguín.

## Fiestas
- Fiestas de la Copla, en el mes de diciembre cada dos años
- Concurso Nacional de Poesía Inédita y Declamación, en el mes de junio
- Encuentro Nacional de Bandas Marciales, en el mes de marzo
- Encuentro Nacional de Danza folclórica en el mes de junio.

Se realiza una exposición de asnales, mulas y capones en el mes de julio.

## Gastronomía
- Conservas y Bocadillos en la vereda Los Micos, y los conocidos bizcochuelos
- Comida típica antioqueña, como la afamada bandeja paisa
- Tradicionales Asados.

## Sitios de interés
El municipio es testigo de la Colonización Antioqueña, y algunos balcones aún conservan la arquitectura original paisa de principios del siglo XX.
- Sitio Viejo: allí estuvo asentada en un inicio la cabecera municipal y era el centro minero por excelencia. Los insectos y la decadencia de las minas de oro hicieron que se tomara la decisión de trasladar el casco urbano. En este lugar se encuentran la capilla Santa Bárbara, chimeneas, los escoriales de antiguas minas, la casa de Luis Zea Uribe médico, investigador, escritor, político y espiritista nacido en este municipio en 1872) y las minas de oro La Independencia y El Zancudo.

- El Edén: mirador natural desde donde se divisan algunas poblaciones antioqueñas y el corregimiento de Sitio Viejo, donde están ubicadas las viejas minas de El Zancudo y el cerro de Los Micos, lugar que habitaron los indígenas Nutabes y desde donde el Cacique Titiribí dirigía su pueblo

- Palacio Municipal: obra arquitectónica de estilo republicano construida en 1922 por el arquitecto belga Agustín Goovaerts. Es considerado patrimonio cultural y arquitectónico.

- Caminos de Herradura: tienen una gran importancia y presencia en el paisaje. Además de estar ubicados en relación con los sitios arqueológicos del municipio, son consecuencia de la forma como se organizó la vida colonial e incluso la republicana. Estos caminos fueron las únicas vías de penetración para los habitantes de los corregimientos y los trabajadores de las minas, y también paso obligado para los arrieros que llevaban productos agrícolas y oro a lomo de mula para Medellín.

- Zona ecológica «El Tambo»: con una temperatura de 28 grados centígrados y a 600 m.s.n.m, es una zona ideal para la pesca deportiva o como zona de almuerzos campestres.

- Mirador «La Meseta»: se trata de un altiplano de gran vegetación y con excelente panorámica. Luego de una caminata entre la naturaleza se llega al mirador de donde se observa parte de las localidades de Venecia, Bolombolo, Cerro Tusa y los ríos Cauca y Sinifaná

- Condominio «Portal de Otramina»: sitio turístico de casas campestres de recreación ubicado en el corregimiento de Otramina.

- Parque principal «Antonio José Restrepo»: está construido en forma de herradura y sus lámparas se ubican como los clavos de ésta.

- Circo-Teatro «Girardot»: edificio del siglo XX que fue restaurado en el año 2005 por la Fundación Ferrocarril de Antioquia. Fue declarado Bien de Interés Cultural; este lugar cuenta con la plaza de toros más pequeña del mundo y la gallera más grande del mundo. Actualmente se utiliza para realizar actividades culturales y sociales.

- Iglesia «Nuestra Señora de Los Dolores»: erigida en 1813 y reconstruida en 1880. Destaca el óleo de la Virgen de los Dolores, que data de 1795.

- Museo Titiribí «Luis María Mejía»: con piezas del siglo XVIII y XIX de la época de las minas de El Zancudo, se encuentra ubicado a 1 km del casco urbano, corregimiento Otramina.